# Карл Вилхелм (Анхалт-Цербст)
Карл Вилхелм фон Анхалт-Цербст (на немски: Karl Wilhelm von Anhalt-Zerbst, * 16 октомври 1652 в Цербст, † 3 ноември 1718 в Цербст, Анхалт) от род Аскани е княз на Анхалт-Цербст от 1667 до 1718 г.
Той е третият син на княз Йохан VI фон Анхалт-Цербст (1621 – 1667) и съпругата му София Августа фон Шлезвиг-Холщайн-Готорп (1630 – 1680), дъщеря на херцог херцог Фридрих III фон Шлезвиг-Холщайн-Готорп (1597 – 1659) и Мария Елизабет Саксонска (1610 – 1684), дъщеря на курфюрст Йохан Георг I от Саксония. При смъртта на баща му той е малолетен и от 1667 до 1674 г. е под регентството на майка му заедно с ландграф Лудвиг VI фон Хесен-Дармщат и княз Йохан Георг II от Анхалт-Десау.
Карл Вилхелм основава дворец Цербст (1681 – 1696) и църква, през 1691 и 1701 г. училища.
Той резидира дълго в Иевер, който през 1667 г. попада на рода му от баба му.
Той е приет в литературното общество Fruchtbringende Gesellschaft.

## Фамилия
Карл Вилхелм се жени на 18 юни 1676 г. в Хале (Заале) за София (1654 – 1724), дъщеря на херцог Аугуст фон Саксония-Вайсенфелс, с която има децата:
- Йохан Август (1677 – 1742), княз на Анхалт-Цербст

∞ 1. 1702 принцеса Фриедерике фон Саксония-Гота-Алтенбург (1675 – 1709)
∞ 2. 1719 принцеса Хедвиг Фридерика фон Вюртемберг-Вайлтинген (1691 – 1752)
- Карл Фридрих (1678 – 1693)
- Магдалена Августа (1679 – 1740)

∞ 1696 г. за херцог Фридрих II фон Саксония-Гота-Алтенбург (1676 – 1732)